# Kiss Kiss Goodbye
A Kiss Kiss Goodbye (magyarul: Csók, csók, viszlát) a szlovák Adonxs dala, mellyel Csehországot képviselte a 2025-ös Eurovíziós Dalfesztiválon Bázelben. A dal belső kiválasztás során nyerte el a dalversenyen való indulás jogát.

## Eurovíziós Dalfesztivál
2024. december 11-én a Česká televize bejelentette, hogy az énekes képviseli az országot az Eurovíziós Dalfesztiválon. Adonxst és a dalt különböző fordulókban egy zenei szakemberekből és korábbi eurovíziós versenyzőkből álló tíztagú nemzetközi zsűri, egy 900 tagú demoszkopikus zsűri és egy fókuszcsoport választotta ki. A dal akusztikus változatát 2025. február 4-én mutatták be a közönségnek a Malta Eurovision Song Contest első elődöntőjében. A dal stúdióváltozata 2025. március 7-én jelent meg.
A dalt először a május 15-én rendezett második elődöntőben, fellépési sorrendben tizenkettedikként adja elő, a Dániát képviselő Sissal Hallucination című dala után és a Luxemburgot képviselő Laura Thorn La poupée monte le son című dala előtt. Az elődöntőben a nézői szavazatok pontjai alapján a dal nem jutott tovább a május 17-én megrendezésre került döntőbe.

## Háttér
Az előadó elmondása szerint a dal egy tökéletlen hős története, valakié, aki hajlandó hatalmas áldozatot hozni egy sorsdöntő pillanatban az emberiségért, pusztán azért, hogy begyógyítson egy fájdalmas sebet önmagában. Arról szól, hogyan formál minket a szeretet, de arról is, mit jelent annak a hiánya. Maga a dal a romantikus kapcsolatokat és a visszatérő érzelmi mintázatokat boncolgatja, összefonva Pavlovčin feltétel nélküli szeretet iránti vágyát a korai gyerekkorában átélt, hiányzó apa személyes élményével.
A Prágában megrendezett videóklip-premieren Pavlovčin a Super.cz-nek mesélt a klip esztétikájáról és az eurovíziós terveiről:
Szerettük volna megőrizni az előző videóimhoz illeszkedő, egységes esztétikát. A tudományos-fantasztikum nagy szerepet játszott abban, hogy egy időtlen teret hozzunk létre, amelyet nem lehet egy konkrét korszakhoz kötni. A látványvilágot erősen inspirálta a NASA és az 1950-es és 1960-as évek világa.

## Dalszöveg
| Kiss kiss goodbye Now keep your half apologies Drunken apathy Over and over again Kiss kiss – A dal refrénje | Csók, csók, viszlát Most tartsd meg a fél-bocsánatkéréseidet Megrészegült apátia Újra és újra Csók, csók – A dal refrénje magyarul |

## Galéria

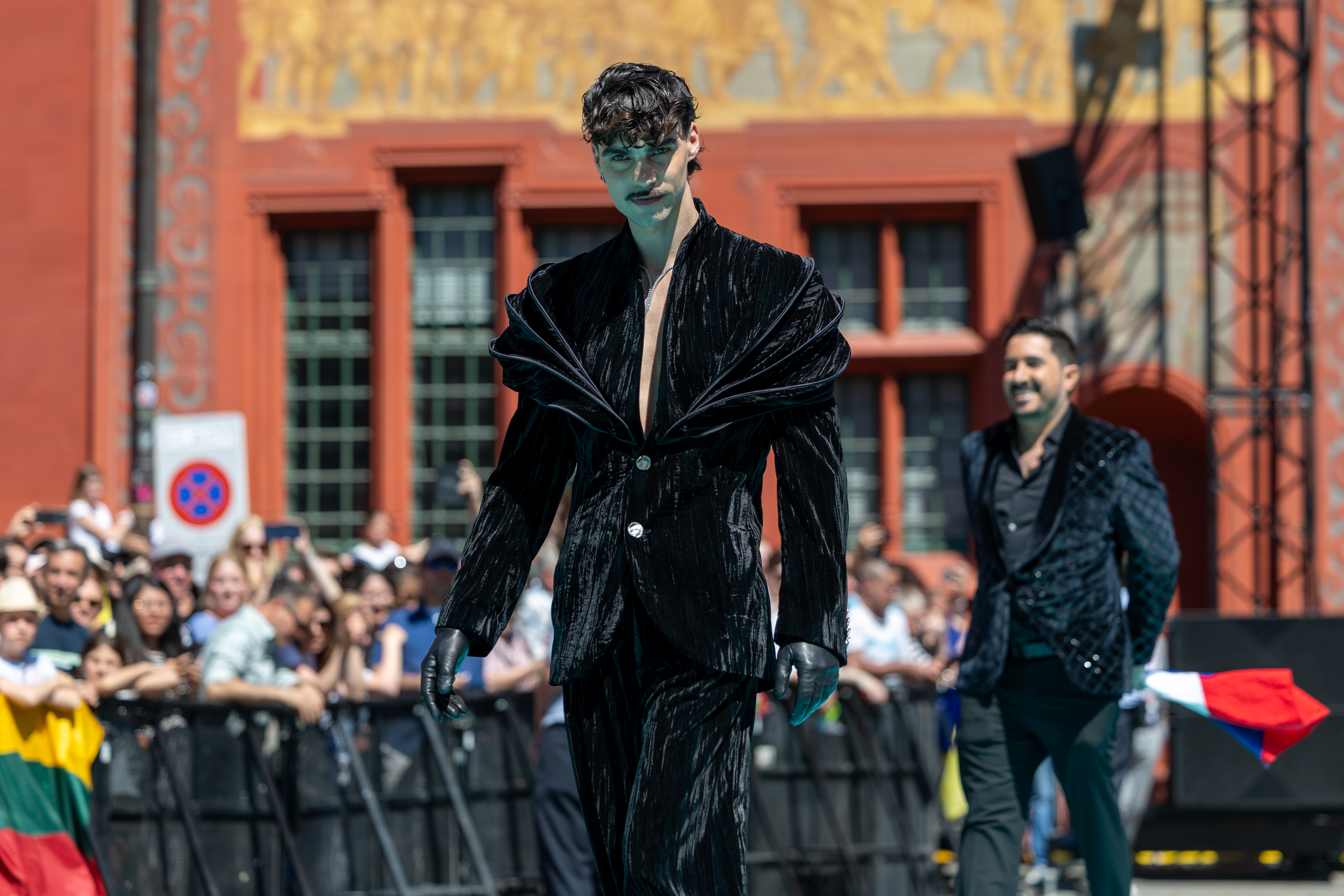
A megnyitóünnepségen
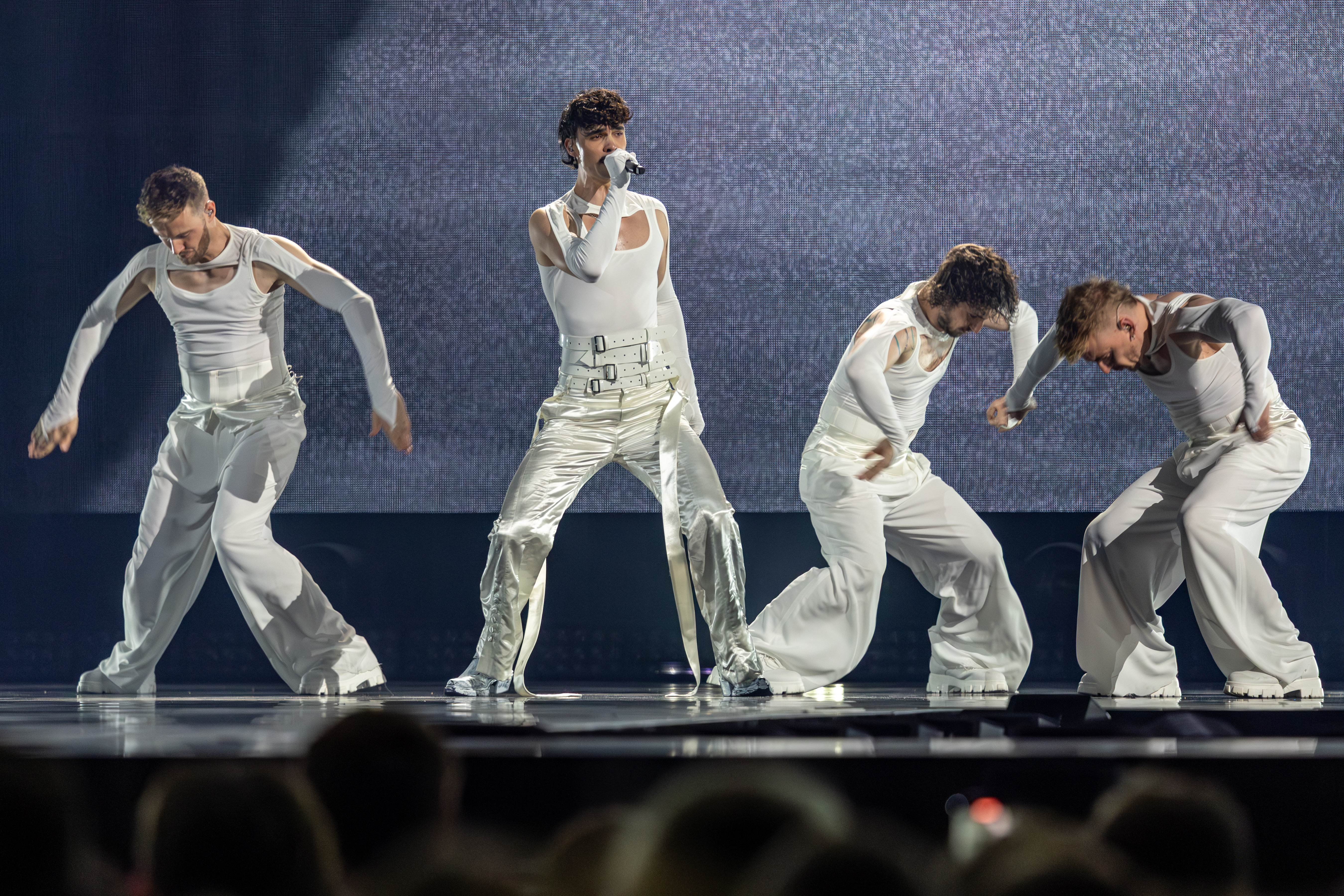
Az elődöntőben